# Brťov u Velkých Opatovic
Brťov u Velkých Opatovic (německy Zeidler) je malá vesnice, část města Velké Opatovice v okrese Blansko. Nachází se asi 3 km na západ od Velkých Opatovic. Je zde evidováno 44 adres. Trvale zde žije 93 obyvatel.
Současný název nese vesnice od 1. března 2001, do té doby se jmenovala Brťov.
Brťov u Velkých Opatovic je také název katastrálního území o rozloze 2,29 km².